# Tramandaí (ort)
Tramandaí är en ort i Brasilien.   Den ligger i kommunen Tramandaí och delstaten Rio Grande do Sul, i den södra delen av landet, 1 600 km söder om huvudstaden Brasília. Tramandaí ligger 9 meter över havet och antalet invånare är 34 734. Den ligger vid sjön Lagoa de Fora.
Terrängen runt Tramandaí är mycket platt. Havet är nära Tramandaí österut. Tramandaí är det största samhället i trakten. 